# Mitsubishi 1MF
El Mitsubishi 1MF fue un caza embarcado japonés de la década de 1920. Diseñado para la Mitsubishi Kokuki por el ingeniero aeronáutico inglés Herbert Smith, el 1MF, también conocido como Caza embarcado de la Armada Tipo 10, fue usado por la Armada Imperial Japonesa de 1923 a 1930.

## Diseño y desarrollo
La naviera japonesa Mitsubishi Shipbuilding and Engineering Co Ltd creó una compañía filial en 1920, la Mitsubishi Internal Combustion Engine Manufacturing Co Ltd (Mitsubishi Nainenki Seizo KK), con el objetivo de producir aviones y automóviles en Nagoya. Rápidamente se ganaron un contrato con la Armada Imperial Japonesa para producir tres tipos de aeroplanos embarcados: un caza, un torpedero y un avión de reconocimiento. Para ello, contrataron a Herbert Smith, antiguo colaborador de la compañía británica Sopwith Aviation Company, para asistir en el diseño de estos aviones, junto con su equipo de siete ingenieros británicos.
El caza diseñado por Smith y su equipo, denominado 1MF (1st Mitsubishi Fighter), y designado por la Armada como Caza embarcado de la Armada Tipo 10-1 (refiriéndose al año de su diseño, 1921, año 10º de la era Taishō), volaría por primera vez en octubre de 1921. y estaba pensado equipar con el al primer portaaviones de la marina, el Hōshō.
El 1MF inicial era un caza biplano monoplaza embarcado de envergaduras desiguales y solo dos montantes entre las alas, con un fuselaje de madera y arco desigual de las alas, equipado con un motor de 224 kW (300 cv) Hispano-Suiza V8 (producido bajo licencia como motor Mitsubishi Hi). También contaba con un sistema de aterrizaje en portaaviones de tipo gancho, para utilizar con el sistema británico de cables de aterrizaje de popa y proa.
Tras superar sus pruebas de vuelo, el aparato fue aceptado por la Armada Imperial Japonesa como su caza estándar, entrando en producción en 1921 bajo la designación Caza Embarcado de la Armada Tipo 10-1. Se fabricaron 138 aviones en sus diferentes versiones hasta 1928.

## Historial operativo
El 1MF entró en servicio con la Armada Imperial Japonesa en 1923, remplazando al Gloster Sparrowhak. El 1MF fue el primer avión en despegar y aterrizar en el nuevo y flamante portaviones japonés Hōshō, el 28 de febrero de 1923. La serie 1MF demstró ser un caza resistente y fiable, operando además de en el Hōshō, en los portaviones Akagi y Kaga, cuando entraron en servicio en 1927 y 1928 respectivamente. Continuó en servicio hasta 1930, cuando fue remplazado por el Nakajima A1N.

## Variantes
1MF1 (Tipo 10-1)
Prototipo inicial. Equipado con un radiador en el morro del tipo automóvil
1MF1A (Tipo 10-1)
Versión experimental con alas de mayor área de alas
1MF2 (Tipo 10-1)
Prototipo experimental con los alerones del plano superior modificados
1MF3 (Tipo 10-2)
Versión aprobada con dos radiadores Lamblin entre los soportes del tren de aterrizaje, remplazando a los originales tipo automóvil
1MF4 (Tipo 10-3)
Versión con la cabina del piloto desplazada hacia delante y los estabilizadores rediseñados
1MF5A (Tipo 10-2)
Versión de entrenamiento del 1MF4 con equipo experimental de flotación

## Operadores
Japón
- Servicio Aéreo de la Armada Imperial Japonesa

## Especificaciones (1MF3)
Referencia datos: Japanese Aircraft 1910-1941

### Características generales
- Tripulación: 1 piloto
- Longitud: 6,90 m
- Envergadura: 8,50 m
- Altura: 3,10 m
- Superficie alar: 21,4 m²
- Peso vacío: 940kg
- Peso máximo al despegue: 1.280 kg
- Planta motriz: 1× Mitsubishi HI, de 8 cilindros en V, enfriado por agua.
  - Potencia: 300 HP (224 kW)

### Rendimiento
- Velocidad máxima operativa (Vno): 213 km/h
- Techo de vuelo: 7.000 m
- Potencia/peso: 0,18 kW/kg

### Armamento
- Ametralladoras: 2× ametralladoras de 7,70 mm

### Desarrollos relacionados
- Mitsubishi 2MR

### Aeronaves similares
- Fairey Flycatcher